# Buckleya lanceolata
Buckleya lanceolata är en sandelträdsväxtart som först beskrevs av Siebold & Zucc., och fick sitt nu gällande namn av Friedrich Anton Wilhelm Miquel. Buckleya lanceolata ingår i släktet Buckleya och familjen sandelträdsväxter. Inga underarter finns listade i Catalogue of Life.